# Efecto Debye-Falkenhagen
El aumento de la conductividad de una solución de electrolito cuando se aplica un voltaje de muy alta frecuencia se conoce como efecto Debye-Falkenhagen.